# Louis Dega
Louis Dega (Marseille, 1890 – Francia Guyana, ?) [luí degá], francia pénzhamisító és csaló.

## Életpályája
1890-ben született Marseille-ben. Nagy pénzeket szerzett a két világháború közötti időszakban, többek között az ún. hadi kölcsönkötvénybe is vállalt befektetést, ami sokakat tönkretett, de Dega valójában nem helyezett ebbe semmi pénzt, hanem másoktól csalt ki.
Végül leleplezték és bíróság elé állították, ahol tizenöt év börtönbüntetést kapott. 1932-ig Caenban őrizték, ahol egy másik elítélt, Henri Charrière is raboskodott. Mindkettőjüket a Francia Guyanán található Ördög-szigeten levő büntetőtelepre szállították, s a rabszállítóhajón ismerkedtek meg. Dega nagy mennyiségű pénzt vitt magával Dél-Amerikába, hogy annak segítségével jobb életet biztosíthasson magának a börtönben. Charrière megvédte őt a többi rabtól, s később összebarátkoztak.
Charrière szökni próbált, amelybe megpróbálta Degát is bevonni, de ő ettől elállt. Charrière eljutott Kolumbiába és Degával ezután évekig nem találkoztak. Dega mint telepes az Ördög-szigetre került, ott újra összefutott régi barátjával, aki azonban nem adta fel a szökés gondolatát, míg végül sikerült neki. 1945 óta nem tudni Degáról semmit, ismeretlen halálának helye és ideje, ugyanis az Ördög-szigeten letelepített fegyencekről nem készültek feljegyzések, csupán azokról, akik büntetésük letelte után visszatértek hazájukba.
Charrière Pillangó című életrajzi regényében megörökítette barátját, akit a filmvásznon Dustin Hoffman tett halhatatlanná.